# Aplocera obsoleta
Aplocera obsoleta là một loài bướm đêm trong họ Geometridae.